# Chazon (Izrael)
Chazon (hebrejsky חָזוֹן, doslova „Vize“, v oficiálním přepisu do angličtiny Hazon) je vesnice typu mošav v Izraeli, v Severním distriktu, v Oblastní radě Merom ha-Galil.

## Geografie
Leží na rozmezí Horní a Dolní Galileji v nadmořské výšce 439 metrů, na vrcholku hory Har Chazon, která stojí na jižním okraji údolí Chananija, při výtoku Nachal Calmon. Je situována cca 30 kilometrů východně od břehů Středozemního moře.
Mošav se nachází cca 108 kilometrů severovýchodně od centra Tel Avivu, cca 40 kilometrů severovýchodně od centra Haify a cca 11 kilometrů jihozápadně od Safedu. Chazon obývají Židé, přičemž osídlení v tomto regionu je etnicky smíšené. 2 kilometry na jih leží město Maghar, které obývají izraelští Arabové a Drúzové, a 4 kilometry na sever vesnice Ejn al-Asad, kterou obývají Drúzové. Na západní straně se rozkládají vesnice osídlené arabskými Beduíny (Sallama nebo Ras al-Ajn). Židovské osídlení převládá na východní a severovýchodní straně.
Obec Chazon je na dopravní síť napojena pomocí lokální silnice číslo 806, z níž sem odbočuje místní komunikace vedoucí na vrchol Har Chazon.

## Dějiny
Vesnice Chazon byla založena roku 1969. Šlo o součást Operace Sof Sof, která spočívala v zbudování několika židovských sídel v periferních oblastech Galileji. Mělo se tak poskytnout bydlení pro mladou generaci rodáků z mošavů v tomto regionu, kteří již ve svých domovských vesnicích neměli půdu a prostor k životu. V roce 1973 nová osada přijala dalších 13 rodin, přičemž už ale v této hornaté lokalitě nebyly k dispozici další zemědělské pozemky. Všichni členové mošavu proto předali nově příchozím část své půdy.
V Chazon je k dispozici zařízení předškolní péče o děti. Základní škola je u obce Meron nebo ve vesnici Parod. Vesnice má výhledově projít další stavební expanzí o 104 bytových jednotek. Ekonomika v Chazonu je založena na zemědělství a turistickém ruchu.

## Demografie
Obyvatelstvo Chazon je nábožensky orientované. Podle údajů z roku 2014 tvořili populaci v Chazon Židé (včetně statistické kategorie "ostatní", která zahrnuje nearabské obyvatele židovského původu ale bez formální příslušnosti k židovskému náboženství).
Jde o menší sídlo vesnického typu s dlouhodobě klesajícím počtem obyvatel. K 31. prosinci 2014 zde žilo 302 lidí. Během roku 2014 populace klesla o 4,4 %.
| Rok            | 1972 | 1983 | 1995 | 2001 | 2003 | 2004 | 2005 | 2006 | 2007 | 2008 | 2009 | 2010 | 2011 | 2012 | 2013 | 2014 |
| -------------- | ---- | ---- | ---- | ---- | ---- | ---- | ---- | ---- | ---- | ---- | ---- | ---- | ---- | ---- | ---- | ---- |
| Počet obyvatel | 220  | 421  | 447  | 362  | 356  | 358  | 358  | 340  | 327  | 329  | 287  | 289  | 297  | 311  | 316  | 302  |